# Kölns bymur
Kölns bymur er, som navnet antyder, en bymur omkring byen Köln i Nordrhein-Westfalen. Den blev først opført i slutningen af det første århundrede til den kvadratiske by Colonia Claudia Ara Agrippinensium, som blev anlagt af romerne. Der blev etableret en større bymur i middelalderen, der var halvmåneformet, og gik fra nord til syd og stødte op til Rhinen i begge ender. Den sidste udvidelse af bymuren foregik i 1815, da byen var en del af Preussen. Allerede i 1881 blev den middelalderlige bymur revet ned, men der er dog nogle få rester bevaret.

## Galleri
- Rester af den romerske bymur
- Helenenturm fra den romerske bymur
- Porten, Schlupfpforte, fra den middelalderlige bymur ved Thurnmarkt
- Uflrepforte fra 1200-tallet